# Deskova vas
Deskova vas – wieś w Słowenii, w gminie Črnomelj. W 2018 roku liczyła 26 mieszkańców.